# Otto Oettel
Otto Oettel (* 8. Juni 1878 in Bürgel; † 8. Januar 1961 in Greiz) war ein deutscher Bildhauer, Maler und Grafiker.

## Leben und Werk
Otto (auch Hermann Otto Paul oder Otto Hermann Paul) Oettel machte in Bürgel eine Ausbildung zum Töpfer und besuchte von 1896 bis 1898 die Kunst- und Keramische Fachschule in Teplitz. Anschließend studierte er von 1904 bis 1907 Bildhauerei bei Balthasar Schmitt an der Akademie der Bildenden Künste München. 1908 hielt er sich zur künstlerischen Arbeit in Carrara und Florenz auf. Dort entstanden auch viele farbigen Studien und Bildhauer-Zeichnungen.
1912 ließ Oettel sich als freier Künstler in Gera nieder. Er war Mitglied des Künstlerbunds Ostthüringen. In Gera und in weiteren Ostthüringer Gemeinden erhielt er eine Anzahl von Aufträgen für Werke im öffentlichen Raum. Oettel nahm am Ersten Weltkrieg teil und arbeitete danach wieder als Künstler in Gera, wo er sich 1919 in der Mozartstraße ein kleines Häuschen gekauft hatte.
1939 war er auf der Großen Deutschen Kunstausstellung in München mit einer Bronze- „Plakette des Führers“ vertreten. Über Oettel in der Zeit des Zweiten Weltkrieges ist nichts bekannt. Danach arbeitete er wieder in Weimar. 1946 wurde er auf der Ausstellung Geraer Künstler „Die Fähre“ in Gera ausführlich geehrt und ausgestellt. 1953 war er auf der Dritten Deutschen Kunstausstellung in Dresden vertreten.

## Ehrungen
- 1912: Weimarische Staatsmedaille für Kunst und Wissenschaft (für die Plastik des Staatsministers Rothe)
- In Gera wurde eine Straße nach Oettel benannt.

## Darstellung Oettels in der bildenden Kunst
- Rudolf Schäfer: Bildhauer Oettel (Tafelbild, Öl; im Bestand des Otto-Dix-Hauses Gera)[7]

## Werke

### Bildhauerei im öffentlichen Raum (Auswahl)

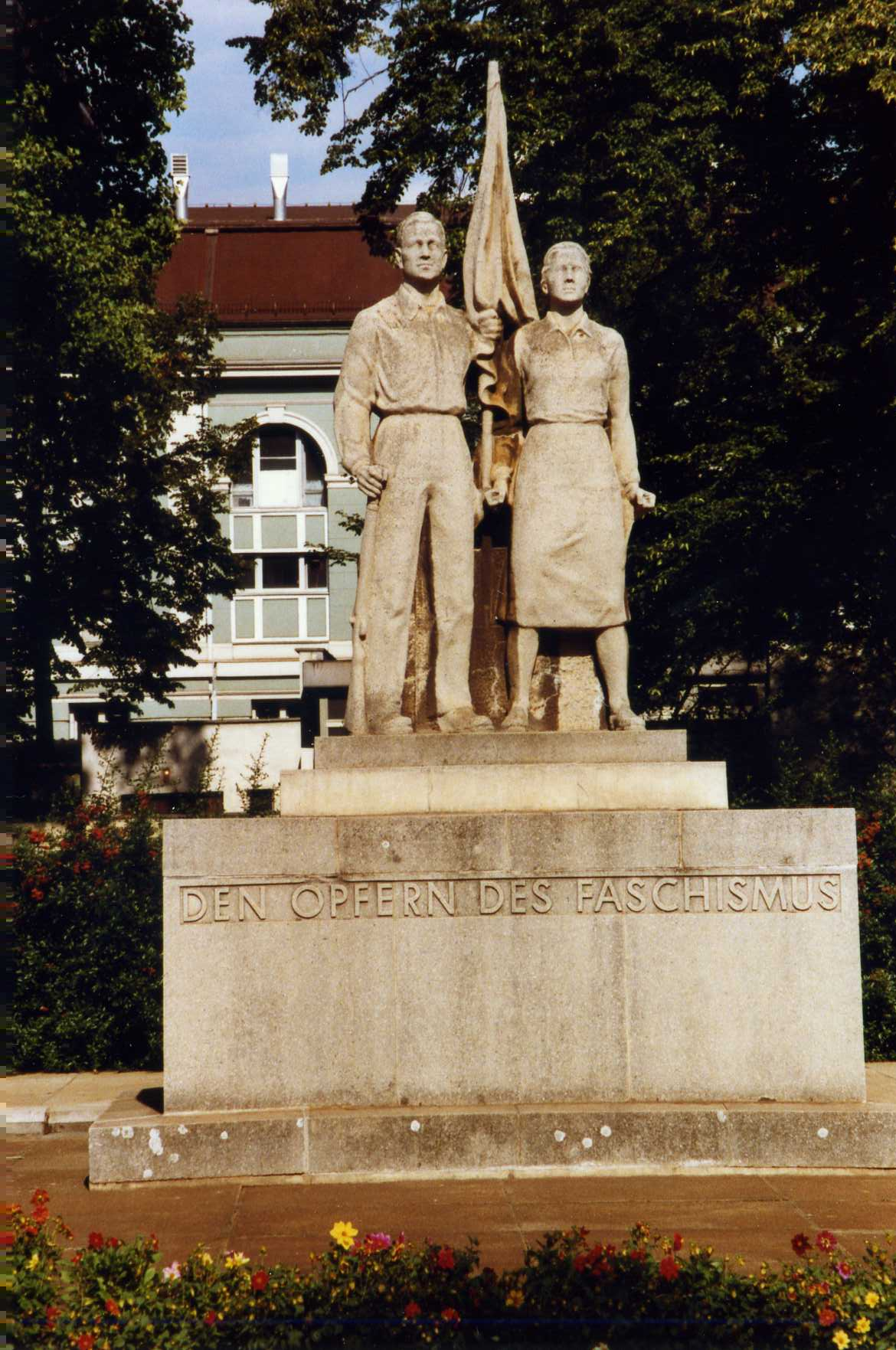
Denkmal „Den Opfern des Faschismus“ in Gera, errichtet 1953, abgebrochen 2005 (Aufnahme von 1989)

- Kriegerdenkmal „Mutter mit Kind“ (Beton, 1922; Küchengartenallee in Gera; in den 1960er Jahren abgerissen)[8]
- Kriegerdenkmal (Muschelkalk, 1924/1925; am Theater Gera; 1945 abgerissen)[9]
- Nicolaus de Smit (Fassadenskulptur, Kalkstein, 1928; an der ehemaligen Teppichfabrik Halpert & Co, jetzt Parkhaus der Gera Arcaden, De-Smit-Straße, Gera)[10][11]
- Brunnen in Gera-Langenberg
- Denkmal „Den Opfern des Faschismus“ (mit Carl Kuhn und Annemarie Höhn; Beton, 1953; Küchengarten in Gera; 2005 abgerissen)[12]

### Plastiken (Auswahl)
- Großherzogin Karoline von Sachsen-Weimar (Bronzerelief, 1909)[13]
- Alfred Auerbach/Direktor des Städtischen Museums Gera (Büste, 1934)
- Selbstporträt (Marmor, 1946)
- Weibliche Figur (Marmor; ausgestellt 1948 auf der Ausstellung „Die Ernte“ in Gera)[14]
- Kunstmaler R.W. (Büste; gebrannter Ton; ausgestellt 1948 auf der Ausstellung „Die Ernte“ in Gera)[15]
- Hanns-Conon von der Gabelentz (Büste, Terrakotta, 1948; im Bestand des Lindenau-Museums, Altenburg/Thüringen)[7]
- Otto Grotewohl (Büste, Gips, 1952; ausgestellt 1953 auf der Dritten Deutschen Kunstausstellung)[16]

### Restaurierungs-Arbeiten (Auswahl)
- Ergänzung von Teilen des Eingangsportals des Schreiberschen Hauses in Gera (1925)[17]
- Mitwirkung an der Überarbeitung des beschädigten Simson-Brunnens in Gera (Muschelkalk, 1931/1932)[18]

### Malerei und Grafik (Auswahl)
- Kaiserliche Armee Horchposten (1917; im Bestand des World War History & Art Museum, Alliance/Ohio)[19]
- Staatsminister Dr. Rothe (Radierung, 1920; Bestandteil einer Graphischen Mappe des Künstlerbunds Ostthüringen; u. a. im Bestand des  Lindenau-Museums, Altenburg/Thüringen)[7]

## Einzelausstellungen
- 1953: Gera, Museum für Naturkunde (mit Paul Weiser)